# Сідні Олтмен
Сідні Олтмен (7 травня 1939, Монреаль, Канада — 5 квітня 2022) — канадський молекулярний біолог, лауреат Нобелівської премії з хімії 1989 року, яку він розділив з Томасом Чеком. Професор Єльського університету.

## Біографія і наукова робота
Сідні Олтмен народився в Монреалі. Здобув ступінь бакалавра з фізики в Массачусетському технологічному інституті в 1960 році, в 1967 році захистив дисертацію в Університеті Колорадо.

## Наукова робота
Олтмен вивчав каталітичні властивості рибозима рибонуклеаза P. Рибонуклеза P являє собою комплексну частку, що складається зі структурної молекули РНК й одного (у прокаріотів) або декількох (в еукаріотів) білків. Вважалося, що каталітична активність бактеріальної рибонуклеази, що бере участь в процесі дозрівання транспортних РНК, визначається білковою субодиницею. Однак Олтмен і його лабораторія виявили, що однієї молекули РНК, що входить до складу рибонуклеази, достатньо для здійснення каталітичної активності. Таким чином, виявлено, що не тільки ферменти, але і молекули РНК можуть каталізувати хімічні реакції. Цікаво, що пізніше він виявив, що на відміну від бактеріальної рибонуклеази в еукаріотичному комплексі рибонуклези P білкова частина необхідна для каталізу.
У 1989 році Олтмен отримав за дослідження каталітичної активності РНК Нобелівську премію з хімії, розділивши її з Томасом Чеком.

## Публікації
- Altman, Sidney (2007). A view of RNase P. Molecular BioSystems (англ.). Т. 3, № 9. с. 604. doi:10.1039/b707850c. ISSN 1742-206X. Процитовано 21 вересня 2024.
- Altman, S.; Baer, M.F.; Bartkiewicz, M.; Gold, H.; Guerrier-Takada, C.; Kirsebom, L.A.; Lumelsky, N.; Peck, K. (1989-10). Catalysis by the RNA subunit of RNase P — a minireview. Gene (англ.). Т. 82, № 1. с. 63—64. doi:10.1016/0378-1119(89)90030-9. Процитовано 21 вересня 2024.